# Cybaeus aizuensis
Cybaeus aizuensis är en spindelart som beskrevs av Kobayashi 2006. Cybaeus aizuensis ingår i släktet Cybaeus och familjen vattenspindlar. Inga underarter finns listade i Catalogue of Life.